# Progress (singel)
Progress – czwarty singiel Urszuli promujący jej album Udar.

## Lista utworów
- "Progress" (4:34)
- "Bridget Jones" (3:55)

## Twórcy
- Urszula – śpiew, chórki
- Staszek Zybowski – gitary
- Jarek Chilkiewicz – gitara
- Wojtek Kuzyk – gitara basowa
- Sławek Piwowar – instrumenty klawiszowe
- Krzysiek Poliński – perkusja
- Ania Stankiewicz – chórki
- gościnnie: Wojtek Kowalewski

- Nagrania dokonano w VEGA STUDIO – listopad 2000
- Produkcja nagrania – Stanisław Zybowski
- Realizacja nagrania – Rafał Paczkowski
- MIX-STUDIO S-4 – Rafał Paczkowski
- Mastering – Grzegorz Piwkowski
- Organizacja koncertów – IMPRES JOT Krzysztof Kieliszkiewicz
- Fotografia – Robert Wolański
- Projekt graficzny – Waciak